# Пухов, Владимир Дмитриевич
Владимир Дмитриевич Пухов (23 апреля 1928 — 7 января 1994) — передовик советского железнодорожного транспорта, старший электромеханик Целиноградской дистанции сигнализации и связи Казахской железной дороги, Целиноградская область, Герой Социалистического Труда (1966).

## Биография
Родился 23 апреля 1928 года в селе Кабаново Кустанайского округа Казахской АССР (ныне — Узункольский район Костанайской области) в русской семье.
В 1934 году вся семья переехала в город Курган, а через два года вернулись в Казахстан в город Акмолинск. В 1942 году, завершив обучение в школе, поступил в железнодорожное училище № 4 в городе Акмолинск.
В 1944 году, завершив обучение в училище и приобретя специальность электромеханика связи, трудоустроился электромехаником дистанции связи и сигнализации на станции Агадыр Казахской железной дороги. В 1947 году оформил семейные отношения и переехал в город Акмолинск, где стал работать электромехаником связи во 2-й дистанции связи и сигнализации железной дороги.
С 1950 по 1953 годы служил в рядах Советской Армии. После демобилизации вернулся работать электромехаником. В 1958 году завершил обучение в Омском электротехническом техникуме. Был назначен старшим электромехаником. За время работы в совершенстве овладел профессией, освоил жезловую, механоэлектрическую, релейную систему связи.
Всегда прилежно относился к работе, неоднократно становился отличником социалистических соревнований. Он сумел внедрить более 10 рационализаторских предложений в работу на железной дороге.
Указом Президиума Верховного Совета СССР от 4 августа 1966 года за выдающиеся успехи, достигнутые в выполнении заданий семилетнего плана перевозок, развитии и технической реконструкции железных дорог Владимиру Дмитриевичу Пухову присвоено звание Героя Социалистического Труда с вручением ордена Ленина и золотой медали «Серп и Молот».
Избирался членом политбюро совета общественных инспекторов по безопасности движения поездов.
Проживал в городе Целинограде. Воспитал троих сыновей и дочь.
Умер 7 января 1994 года. Похоронен на Городском кладбище Астаны.

## Награды
За трудовые успехи удостоен:
- золотая звезда «Серп и Молот» (04.08.1966)
- орден Ленина (04.08.1966)
- другие медали.